# ウロシュ・スローカー
ウロス・スロカー（Uroš Slokar、1983年5月14日 - ）は、スロベニアのプロバスケットボール選手。スペイン男子プロバスケットボールリーグ1部リーガACBのバスケット・マンレサ所属。ユーゴスラビア連邦スロベニアリュブリャナ出身。ポジションはパワーフォワード、センター。210cm、116kg。日本語表記では「ウロシュ・スロカール」や「ウロシュ・スロカー」、「ウロス・スロカール」などの表記もある。